# エリニャ
座標: 北緯54度34分 東経33度10分 / 北緯54.567度 東経33.167度

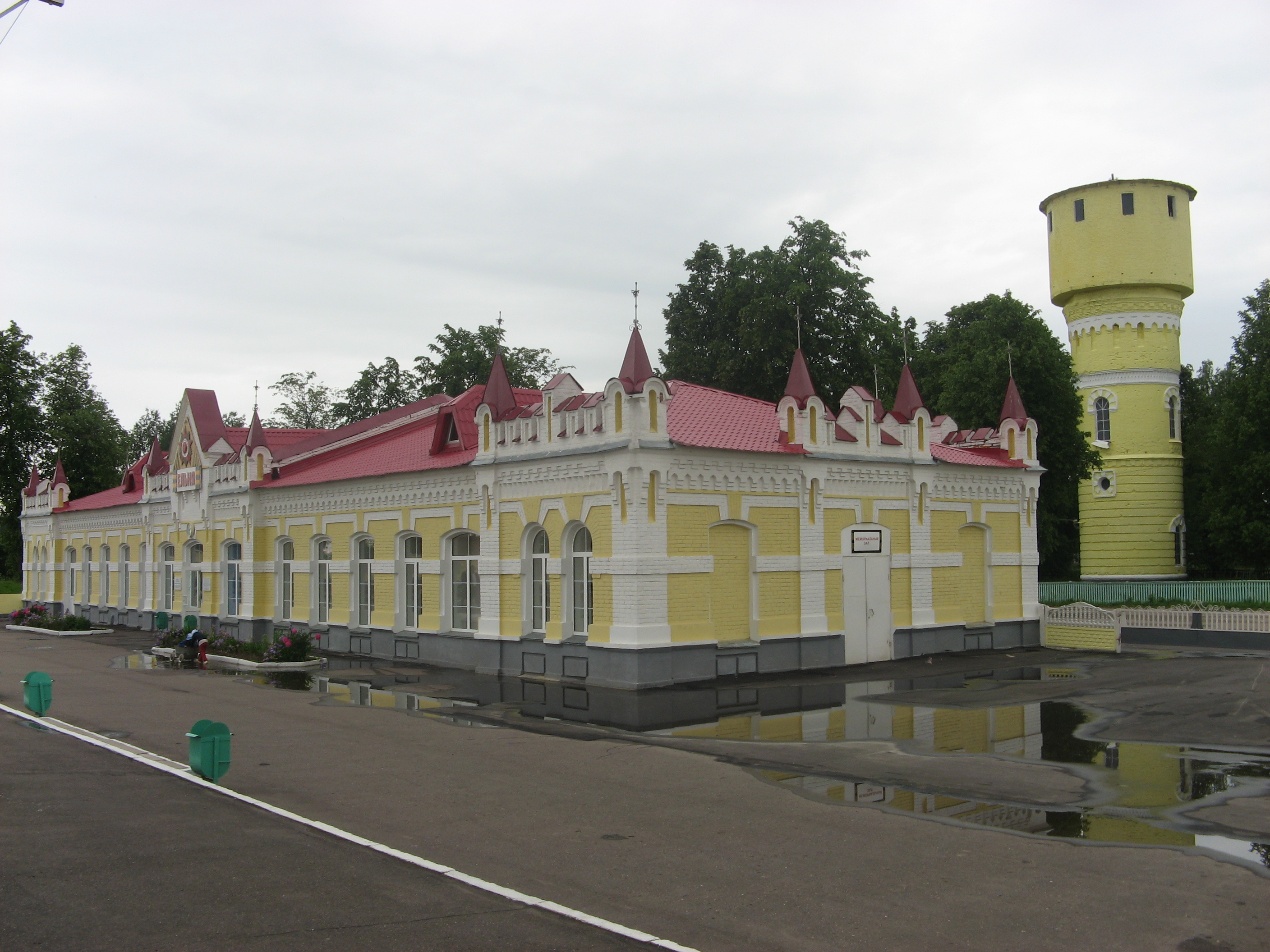
エリニャ駅

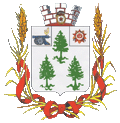
エリニャの紋章

エリニャ（イェリニャ、エリニヤ、ロシア語: Ельня, Yelnya）は、ロシアのスモレンスク州にある町。人口は8,332人（2021年）。州都スモレンスクから東へ82キロメートル。1899年に開通したスモレンスク-スヒーニチ間の鉄道が通る。スモレンスク高地の南部、ドニエプル川の支流デスナ川上流沿いに建っている。エリニンスキー地区の行政中心地。

## 歴史

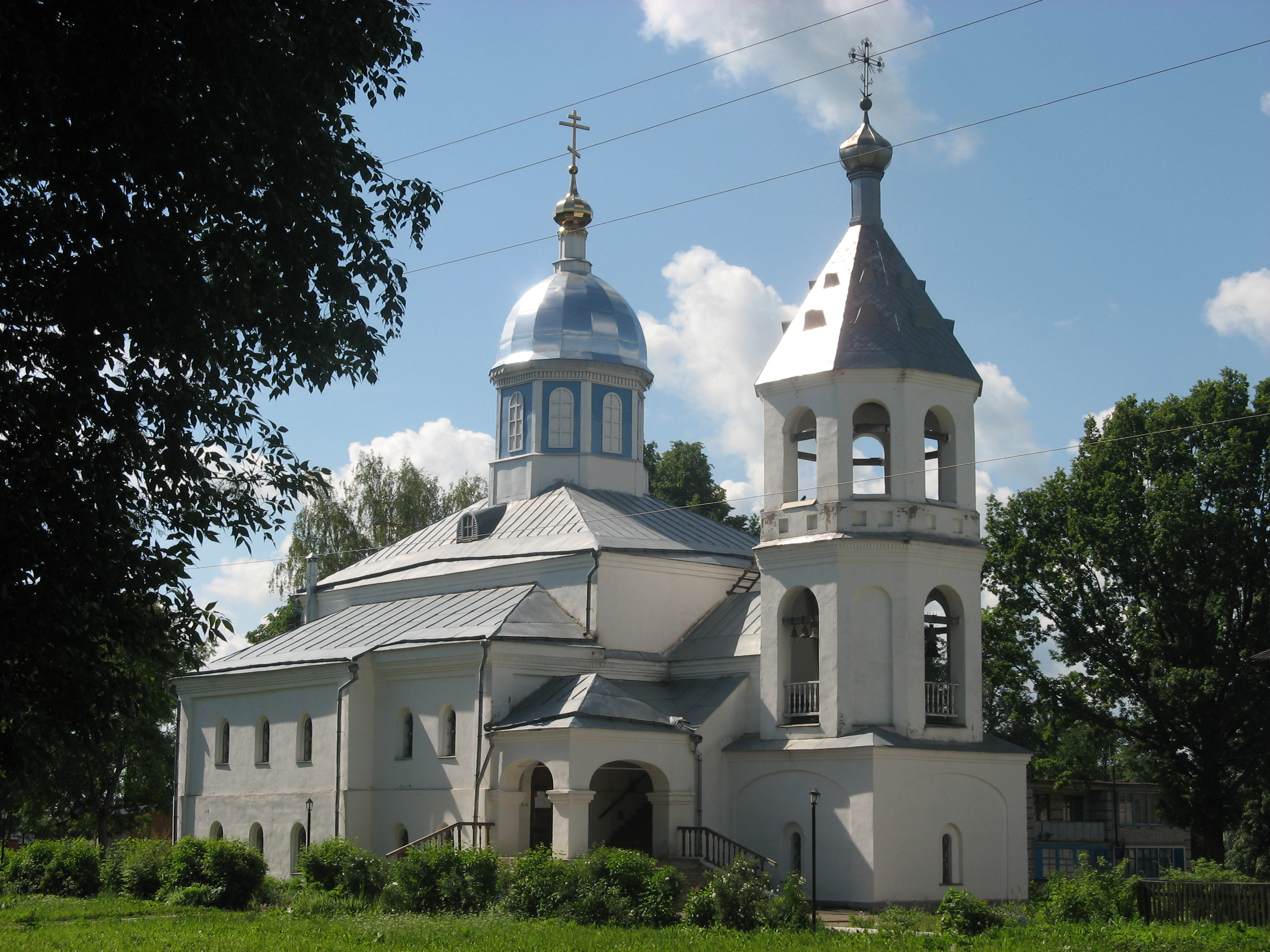
イリインスカヤ聖堂

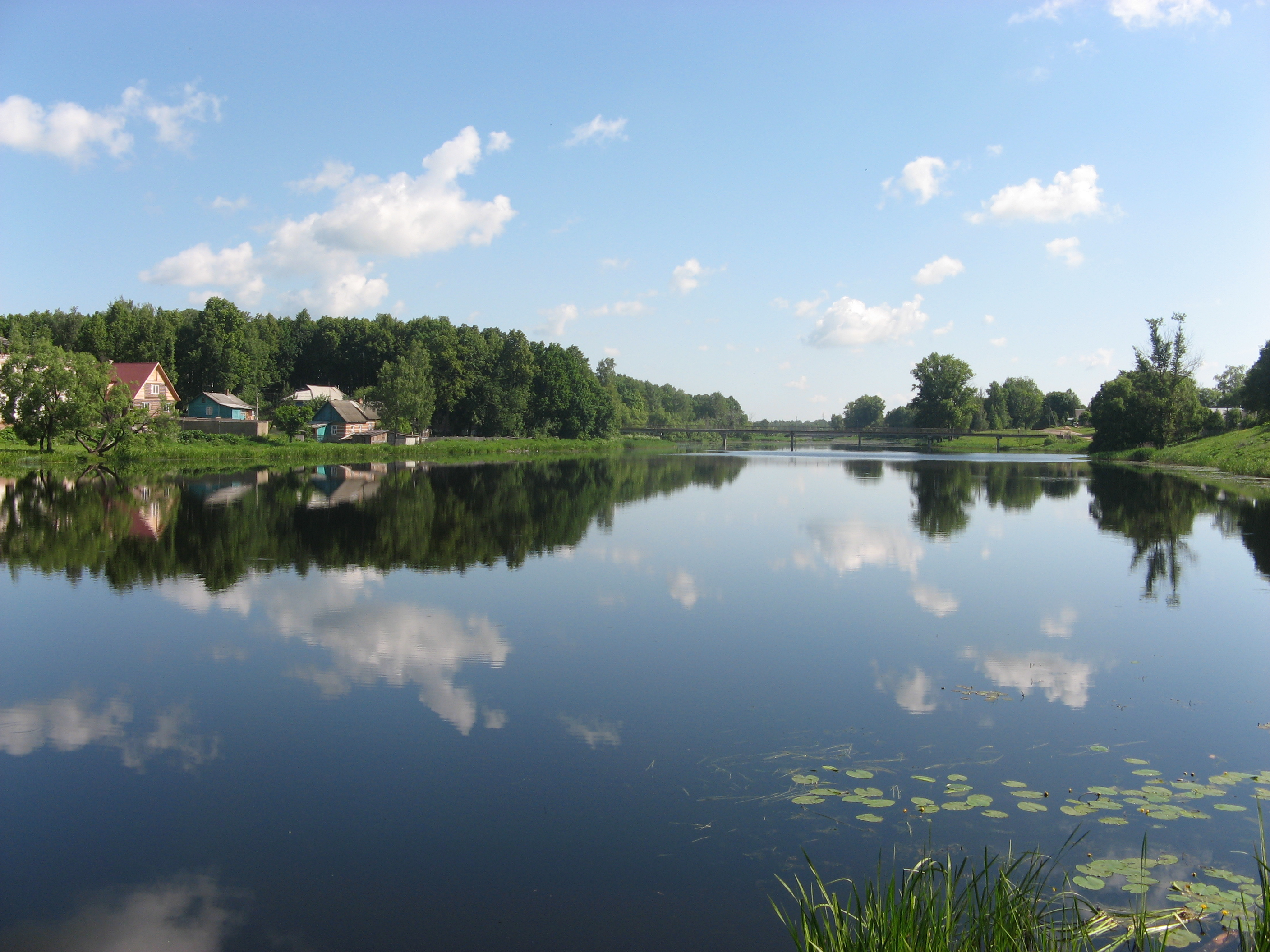
エリニャを流れるデスナ川

地名の由来は、ロシア語の「yel」（モミの木）、または「yelan」（森の中の空き地）からと考えられている。
エリニャの町は年代記の1150年の部分に初出する（別の記録では1211年から1218年が初出とも）。この年、スモレンスク公ロスティスラフはエリニャに対し、4フリヴニャとキツネの毛皮一枚を税として課する命令を下している。
エリニャはスモレンスクの地と様々な歴史や運命をともにしている。モンゴル侵攻後はジョチ・ウルスへの貢納を納め、リトアニア大公国の伸張によりその支配下に置かれ、1522年には一旦ロシア・ツァーリ国の一部に、さらにロシア・ポーランド戦争後の1612年にはポーランド・リトアニア共和国の一部になった。フメリニツキーの反乱をきっかけに、1654年から1667年にかけて起こったロシア・ポーランド戦争の結果、エリニャはスモレンスク県のほかの部分とともにロシア領となった。1776年、エリニャは正式に市の地位を得て、郡の中心地となった。
1812年、フランス帝国のナポレオン1世はロシアに侵攻した（1812年ロシア戦役）。エリニャはパルチザン運動の重要な拠点になり、ロシアの反攻後はミハイル・クトゥーゾフの司令部が一時的に置かれた。
第二次世界大戦の独ソ戦（大祖国戦争）でも重要な戦いの舞台となった。1941年8月30日、第一次スモレンスクの戦いの緒戦、エリニャは赤軍によるはじめて成功裏に終わった反攻であるエリニャ攻勢の舞台となった。この戦いの功績で、赤軍の四つの部隊に「親衛隊」の称号がはじめて付与された。
エリニャがドイツ軍に占領された1942年、エリニンスキー地区はドロゴブージ・パルチザン地区の一部となった。エリニャに陣取るドイツ軍は、パルチザンの支配下にある周囲の農村地帯を制圧することはできなかった。1942年3月にはパルチザンはエリニャ市街に攻め入りドイツ兵多数を殺して市街地を解放したが、三日後の3月18日にはドイツ軍の反撃で森へと撤退した。
1943年8月、クルスクの戦いに続くソ連の反攻の中、エリニャは第二次スモレンスクの戦いの鍵を握る場所になった。8月30日、ドイツ軍は多くの犠牲を出したためエリニャからの撤退を迫られたが、これがドイツ軍のスモレンスク地方からの全面撤退の始まりになった。9月3日には赤軍はついにドニエプル川の東岸に達した。エリニャ市にも戦後、祖国戦争勲章が贈られている。

## 文化
1804年、エリニャ郡に属するノヴォスパスコイェ村でロシアの大作曲家ミハイル・グリンカが生まれている。1982年にはその生家は修復のうえ博物館になっている。エリニンスキー地区では毎年グリンカ・フェスティバルも開催されている。

## 経済
街の主産業はチーズやパンなどの食品工業、亜麻などの繊維業、およびレンガなどの建材業である。